# Ctenotus astarte
Espèce
Ctenotus astarte est une espèce de sauriens de la famille des Scincidae.

## Répartition
Cette espèce est endémique du Queensland en Australie.

## Étymologie
Cette espèce est nommée en l'honneur d'Astarté.

## Publication originale
- Czechura, 1986 : Skinks of the Ctenotus schevilli species group. Memoirs of the Queensland Museum, vol. 22, no 2, p. 289-297 (texte intégral).